# Compsomantina
Compsomantina – podplemię modliszek z rodziny Gonypetidae i podrodziny Gonypetinae.

## Morfologia i zasięg
Modliszki osiągające niewielkie jak na przedstawicieli rzędu rozmiary ciała. Tułów ich ma przedplecze w tylnej ćwiartce zaopatrzone w parę bardzo wyraźnych ciemnych znaków przyśrodkowych. Guzki na ciele, a zawłaszcza na przedpleczu są zredukowane względem pierwotnego planu budowy podrodziny. U samic skrzydła są skrócone, u samców zaś w pełni wykształcone. Chwytne odnóża przedniej pary mają uda wyraźnie ciemniejsze u samców niż u samic.
Przedstawiciele plemienia zamieszkują wyłącznie orientalną część Azji.

## Taksonomia
Takson ten wprowadzony został przez Ermanna Giglio-Tosa w 1915 roku jako grupa Compsomantes w podrodzinie Compsomantinae w obrębie modliszkowatych. Klasyfikację taką autor ów podtrzymał w systemach z 1919 i 1927 roku, natomiast w systemie Antona Handlirscha z 1930 roku grupa ta umieszczona została wśród Mantinae. W systemach Maxa Beiera z 1935 i 1964 roku takson ten nie był wyróżniany i modliszki te umieszczano w plemieniu Amelini. Przywrócono go w systemie Christiana J. Schwarza i Rogera Roya z 2019 roku jako jedno z czterech podplemion plemienia Gonypetini w podrodzinie Gonypetinae.
Do podplemienia zalicza się siedem opisanych gatunków, sklasyfikowanych w trzech rodzajach:
- Compsogusa Schwarz, 2021
- Compsomantis Saussure, 1872